# Elleanthus kalbreyeri
Elleanthus kalbreyeri är en orkidéart som beskrevs av Leslie Andrew Garay. Elleanthus kalbreyeri ingår i släktet Elleanthus och familjen orkidéer.
Artens utbredningsområde är Colombia. Inga underarter finns listade i Catalogue of Life.